# 梁王国
梁王国（りょうおうこく）は、モンゴル帝国のクビライが、1256年に征服した大理の領土を庶子で六男のフゲチに与えたことによって成立した「二小王国」のひとつ。
フゲチは二字王号である「雲南王」号を与えられたが、後継者は、一字王号である「梁王」を与えられ、以後1390年の滅亡に至るまで、国王は「梁王」号を継承した。
1390年、明の洪武帝によって滅ぼされ、その旧領は中国に併合された。